# Seznam liberálních politických stran
V tomto seznamu liberálních stran jsou uvedeny politické strany, které se hlásí k principům politického liberalismu, a to buď pravostředového nebo pravicového tržního liberalismu, tak levostředového liberalismu. Liberálové usilují o svobodnou společnost založenou na osobní svobodě, osobní zodpovědnosti a sociální spravedlnosti, protipólné směry liberalismu se rozdílně staví k aktivní roli státu. Liberálové mohou být zastoupeni i v jiných stranách, ty však nejsou v seznamu uvedeny.

## Mezinárodní organizace
Mnoho liberálních nebo liberalismu se blížících stran se sdružuje v Liberální internacionále (LI) nebo jejích regionálních partnerských organizacích, jako ALDE nebo Council of Asian Liberals and Democrats (Rada asijských liberálů a demokratů). Některé z liberálně zaměřených stran se stávají členy Socialistické internacionály nebo konzervativní IDU – Mezinárodní demokratické unie a jejich regionálních partnerských organizací.
- Liberální internacionála (LI)
- Aliance liberálů a demokratů pro Evropu (ALDE)
- Rada asijských liberálů a demokratů (CALD)

## Evropa
Liberalismus v Evropě má velkou tradici. V evropských zemích se liberálové považují za liberály, radikály, centristy nebo demokraty, sporné je zařazení severoevropských centristických stran.
Liberální strany jsou v těchto zemích: Albánie, Rakousko, Belgie, Bulharsko, Chorvatsko, Kypr, Česko, Dánsko, Estonsko, Finsko, Francie, Německo, Řecko, Maďarsko, Island, Itálie, Lotyšsko, Litva, Lucembursko, Moldavsko, Nizozemsko, Norsko, Polsko, Portugalsko, Rumunsko, Rusko, Srbsko, Černá Hora, Severní Makedonie, Slovensko, Slovinsko, Španělsko, Švédsko, Švýcarsko, Turecko, Ukrajina a Spojené království.
Několik liberálních stran je i v Andoře, Bělorusku, Bosně, na Faerských ostrovech, v Irsku a San Marinu.

### Západní a severní Evropa

#### Belgie
Flandry
- Vlámští liberálové a demokraté, členská strana LI a ALDE, sdružující pravostředové tržní liberály a levicové liberály, je jednou z dominantních stran.
- Spirit, menší strana spolupracující se sociálními demokraty
- Vivant, menší strana spolupracující s Vlámskými liberály a demokraty.

Frankofonní část Belgie
- Středové liberální Reformistické hnutí (Mouvement Réformateur) je členem LI a ALDE a patří k hlavním stranám této politické scény.
- K této straně je přidružena strana německy mluvících obyvatel Partei für Freiheit und Fortschritt (Strana za svobodu a pokrok).

#### Dánsko
Dánský liberální prostor je rozdělen mezi dvě strany:
- Det Radikale Venstre (Radikální levice), sociální liberálové, členská strana LI, ALDE.
- Venstre Danmarks liberale parti, pravicoví liberálové, členská strana LI a ALDE.

#### Faerské ostrovy
- Sambandsflokkurin (Unie) a Sjálvstýrisflokkurin (Samosprávná strana) byly připojeny k dánským liberálním stranám.

#### Francie
- Parti radical de gauche - levicoví liberálové
- La République En Marche!

Dále mimoparlamentní strana
- Pôle des Libertés - Le Mouvement Libéral Français

#### Lucembursko
- Demokratesch Partei/Parti Démocratique, člen LI a ALDE, je liberální stranou.

#### Německo
- Christlich Demokratische Union Deutschlands
- Christlich-Soziale Union in Bayern e. V.
- Sozialdemokratische Partei Deutschlands
- Freie Demokratische Partei
- Bündnis 90/Die Grünen

#### Norsko
Pouze mimoparlamentní strana
- Det Liberale Folkepartiet, Liberální lidová strana

#### Rakousko
- Liberales Forum, ministrana vzniklá odštěpením od Strany svobodných poté, co se tato strana začala víc přiklánět k pravicovému extrémismu). Zastoupena v ALDE a LI. Před jejím vznikem se liberalismus z Rakouska vytrácel.
- Název pravicové strany Svobodných je občas do jiných jazyků chybně překládán jako Liberálové.

Mimoparlamentní strany
- Liberales Forum člen LI, ALDE, dřív parlamentní
- Die Demokraten

#### Spojené království
Třetí největší parlamentní strana
- Liberal Party

#### Švédsko
- Lidová strana liberální (Folkpartiet Liberalerna), člen LI a ALDE, je liberální stranou.
- Centerpartiet (Strana středu), člen ALDE), je agrární strana, jež se postupně vyvinula ve víceméně liberální stranu, nicméně její liberální charakter je diskutabilní.

#### Švýcarsko
- Freisinnig-Demokratische Partei der Schweiz/Parti Radical-Démocratique Suisse je členem LI a ALDE.
- Liberale Partei der Schweiz/Parti Libéral Suisse je jen členem LI.

Obě strany se nacházejí v pravém středu politického spektra.

### Jižní Evropa

#### Andorra
- Liberální strana Andorry - Partit Liberal d'Andorra, člen LI a ALDE, je pravostředovou stranou, jež se stává dominantní andorrskou stranou.

#### Itálie
Pouze mimoparlamentní strany
- Federazione dei Liberali Italiani, pozorovatel LI
- Partito Liberale

#### Řecko
Pouze mimoparlamentní strana
- Liberálové (Oi Fileleytheroi)

#### San Marino
- Alleanza Popolare dei Democratici Sammarinesi per la Repubblica je středovou liberální stranou.

#### Španělsko
Pouze mimoparlamentní strany
- Coalición Liberal
- Unió Mallorquina', člen LI

#### Turecko
Pouze mimoparlamentní strana
- Liberal Demokrat Parti, člen LI

### Bývalý východní blok

#### Albánie
Liberalismus je v Albánii velice slabý. Dvě strany mohou být považovány za liberální:
- Partia Aleanca Demokratike je členem LI a ALDE.
- Partia Bashkimi për të Drejtat e Njeriut (Jednota za lidská práva) je stranou etnických menšin.

#### Bělorusko
Lukašenkův režim potlačuje veškerou opozici.
- Jedna z hlavních opozičních sil je Abjadnanaja Graždanskaja Partja Belarusi (Jednotná občanská strana Běloruska).

#### Bosna a Hercegovina
Liberalismus patří v této zemi mezi velice slabé politické proudy. Politické scéně dominují etnické strany.
- Malou poměrně neúspěšnou liberální stranou je Liberalno demokratska stranka, jež je členem ALDE.
- Stranku za Bosnu i Hercegovinu můžeme považovat za víceméně liberální stranu.

#### Česko
Podrobněji v článku Liberalismus v Česku. Mezi zástupce liberálních politických proudů lze zahrnout tyto strany:
- Česká pirátská strana (od 2009), sociálně liberální strana, parlamentní strana a bývalá vládní strana
- Liberálně ekologická strana (od 2013), liberální strana, jeden mandát v senátu
- TOP 09 (od 2009), konzervativně liberální strana, parlamentní strana a vládnoucí strana (od 2021)
- Strana zelených (od 1989), sociálně liberální strana, bývalá vládní strana
- Starostové a nezávislí (od 2004), liberální strana, parlamentní strana a vládnoucí strana (od 2021)
- Svobodní (od 2009), konzervativně libertariánská strana, jeden mandát v senátu
- Liberálové (politické hnutí) (od 2023), liberální a progresivní hnutí bez politického zastoupení

#### Černá Hora
- Víceméně liberální stranou je Liberální aliance.

#### Estonsko
- Eesti Reformierakond (Estonská reformní strana), člen LI a ALDE, je liberální stranou svobodného trhu.
- Liberální charakter centristické Eesti Keskerakond, členské strany LI a ALDE, může být sporný.

#### Lotyšsko
- Latvijas Ceļš (Lotyšská cesta), členská strana LI a ALDE, je pravostředovou tržní stranou.

#### Litva
- Liberalų ir centro sąjunga (Liberální a centristická unie) je členem LI a ALDE, prosazuje středovou liberální politiku.
- Nová unie sociálních liberálů (Naujoji Sąjunga (socialliberalai)), přísedící v LI a členská strana ALDE, je levostředovou liberální stranou.

#### Polsko
- Unie reální politiky konzervativně liberální strana.
- Unie svobody, člen ALDE, je středovou liberální stranou.
- Nowoczesna

#### Rumunsko
- Partidul Nacional Libera, člen LI, je středová liberální strana.

#### Rusko
- Jabloko, člen LI a ALDE, je levostředovou liberální stranou
- Sojuz Pravych Sil (Svaz pravicových sil), člen IDU), je konzervativně-liberální stranou

#### Severní Makedonie
- Liberálně demokratická strana (Liberalna Demokraticka Partija) je členem LI a působí v levostředové vládní koalici
- Makedonská liberální strana (Liberalna Partija na Makedonija), členská strana ALDE, působící v pravostředové opoziční koalici.

#### Slovinsko
- Liberalna demokracija Slovenije, člen LI a ALDE, je levostředovou liberální stranou.

#### Slovensko
Podrobněji v článku Liberalismus na Slovensku.
- Sloboda a Solidarita (SaS), konzervativně liberální strana
- Progresívne Slovensko (PS), sociálně liberální strana

Z ostatních významnějších politických stran se v některých bodech liberalismu blíží např.
- Slovenská demokratická a kresťanská únia - Demokratická strana
- Strana maďarskej koalície

#### Srbsko
- Lidová aliance, středová strana s čistě liberálním profilem
- G-17, pravostředová konzervativně-liberální, připojila se ke Straně evropských socialistů
- Liberální charakter strany Srbští liberálové, jež je členem LI a ALDE, je po kampani při posledních volbách, ve kterých ztratili zastoupení v parlamentu, velmi diskutabilní.

Mimoparlamentní strana:
- Partia Liberale e Kosoves, přísedící v LI, člen ALDE

#### Ukrajina
- Liberalna Partia, přísedící v LI, je malá liberální strana.
- volební blok Julie Tymošenkové, víceméně liberální
- blok Naše Ukrajina prezidenta Juščenka, víceméně liberální

## Severní Amerika
Liberalismus a radikalismus má v USA, Kanadě dlouhou tradici. Liberální strana funguje i v Grónsku,

### Kanada
- Liberal Party of Canada/Parti Libéral du Canada, (člen LI), tradiční doména kanadského liberalismu.
- Quebec Liberal Party je stranou konzervativně-liberálního charakteru.

Mimoparlamentní strana:
- Libertarian Party of Canada

### Spojené státy americké
- V USA se Demokratická strana označuje jako liberální, ale její politika víc pečovatelského státu (welfare state) se blíží definici sociálně demokratické politiky.
- Druhá dominantní strana, Republikánská strana, se zasazuje o svobodný trh, osobní svobodu a vládu zákona. Jedná se o pravicovou konzervativní stranu. Liberálové v evropském slova smyslu nejsou zastoupeni v parlamentu.

Regionální význam mají strany
- Liberal Party (regionální strana)
- Libertarian Party (regionální strana)

## StředníaJižní Amerikaakaribská oblast
Liberalismus a radikalismus má dlouhou tradici v mnoha amerických zemích, mezi něž patří Argentina, Bolívie, Brazílie, Chile, Kuba, v Kolumbie, Ekvádor, Honduras, Mexiko, Nikaragua, Panama, Paraguay, Peru, Uruguay a Venezuela.
V současné době funguje několik liberálních stran i v Arubě, na Bahamách, v Kostarice, Dominické republice, Grenadě, Portoriku a Surinamu.

### Argentina
- Unión Civica Radical je tradicionalistickou progresivní stranou, sdružující se v SI. Dnes se víceméně snaží slučovat liberální sociálně demokratické myšlenky, čímž se blíží pojetí liberalismu v USA.
- Recrear para el Crecimiento se snaží být pravicovou liberální stranou svobodného trhu.
- Některé provinční konzervativní strany také používají nálepku liberální. Například Unión del Centro Democrático de Avellaneda považuje sebe samu za liberální stranu, ostatní jí považují za stranu konzervativní.

### Aruba
- Charakter Organisacion Liberal Arubiano není jasný.

### Bahamy
- Dominantní strana levostředová Progressive Liberal Party.

### Brazílie
Tři strany mají ve svém názvu slovo liberal.
- Partido da Frente Liberal je konzervativní stranou a členem IDU.
- Partido Liberal, liberální strana
- Partido Social Liberal, liberální strana
- Středová strana Partido do Movimento Democrático Brasileiro se v politickém spektru přesouvá na liberální pozice.

### Dominikánská republika
- Původně levicová Partido de la Liberacíon Dominicana se vyvinula ve středovou liberální stranu.

Mimoparlamentní strana:
- Liberální strana Dominikánské republiky (Partido Liberal de la República Dominicana)

### Ekvádor
Dvě malé strany, vyznávající tradiční liberální hodnoty:
- Frente Radical Alfarista
- Partido Liberal Radical Ecuatoriana

Mimoparlamentní strana:
- Moviminiento Fuerza Ecuador, přísedící v LI

### Haiti
Pouze mimoparlamentní strana
- Liberální strana (Parti Libéral)

### Chile
- Partido Radical Social-Democráta, člen SI, byla původně levostředová liberální strana, ale dnes je to sociálně demokratická strana.

Mimoparlamentní strana:
- Partido Liberal

### Kostarika
- Partido Movimiento Libertario, přísedící v LI, je pravicovou libertariánskou stranou vycházejí z klasického liberalismu.

### Nizozemské Antily
Pouze mimoparlamentní strana
- Democratische Partij

### Peru
Pouze mimoparlamentní strana
- Partido Liberal del Peru

### Uruguay
Pouze mimoparlamentní strana
- Partido Liberal

### Venezuela
Pouze mimoparlamentní strany
- Fuerza Liberal
- Resistencia Civil, mikrostrana

## Afrika
Liberalismus v Africe je poměrně novým proudem. Tradice liberalismu existuje pouze v Egyptě, Senegalu a Jihoafrické republice.
V současnosti funguje více či méně liberálních stran ještě v Alžírsku, Angole, Beninu, Burkině Faso, na Kapverdách, v Pobřeží slonoviny, Rovníkové Guineji (ve vyhnanství), Gambii, Ghaně, Keni, Malawi, Maroku, Mosambiku, na Seychelách, v Tanzanii, Tunisku, Zambii a Zimbabwe.

### Angola
- Partido Liberal Democratico je malá členská strana, LI.

### Benin
- Parti de la renaissance du Bénin (Strana beninského obrození) by mohla být považována za liberální, ale její profil není k dispozici.

### Burkina Faso
- Aliance pro demokracii a federaci (Alliance pour la Démocratie et la Fédération) může být liberální stranou, ale její přesný profil není dostupný.

### Egypt
Za liberální strany mohou být považovány
- Hizb al-Ahrar (Liberální strana)
- Hizb al-Wafd-al-Jadid (Strana nových poslanců)

### Keňa
- Liberal Democratic Party může být považována za liberální stranu.

### Malawi
- Liberální charakter Jednotné demokratické fronty je navzdory jejímu členství v LI diskutabilní.

### Pobřeží slonoviny
- Rassemblement des Republicains, členská strana LI, je hlavní opoziční stranou.

### Rovníková Guinea
- Unión Democratica Nacional de Guinea Ecuatorial (Národní demokratická unie), člen LI, se snaží být liberální stranou.

### Senegal
Parti Démocratique Sénégalais, člen LI je středová liberální strana, která sdružuje hlavně známé osobnosti.

### Seychely
- Seychelles National Party, přísedící v LI, je liberální stranou.

### Tanzanie
- Chama Cha Wananchi (Jednotná lidová fronta), člen LI, liberální strana
- Jednotná demokratická strana, přísedící v LI, liberální strana

### Tunisko
- Parti Social Libéral, přísedící v LI, je víceméně liberální stranou.

### Zimbabwe
Liberalismus v Zimbabwe není organizován.
- Levicová opozice Hnutí za demokratickou změnu sdružuje sociální liberály a sociální demokraty proti režimu pevné ruky maoisticko-sociálně konzervativního diktátora Roberta Mugabeho.

## AustrálieaOceánie
Liberalismus má velkou tradici v Austrálii a na Novém Zélandu.

### Austrálie
- Hlavní konzervativní síla si říká Liberal Party of Australia. Někteří lidé ji považují za liberální stranu, neboť řada liberálů do ní opravdu vstoupila. Jiní zdůrazňují její konzervativní ideologii.
- Australští demokraté, středolevá strana, jejíž středověji orientovaní členové vstoupili do Australian Progressive Alliance.

Dále mimoparlamentní strana:
- Liberal Democratic Party of Australia

## Asie
Liberalismus má nebo měl nějakou tradici v zemích jako Arménie, Indie, Írán, Izrael, Japonsko, Jižní Korea, Filipíny, Tchaj-wan, Thajsko a Turecko. V mnoha těchto zemích liberálové netíhnou k nálepce liberál.
Několik liberálních stran existuje i v Barmě, Gruzii, Kambodži, Hongkongu, Malajsii a Singapuru.

### Afghánistán
Pouze mimoparlamentní strana
- Liberální demokratická strana Afghánistánu

### Arménie
Tradiční liberalismus nehraje na arménské politické scéně velkou roli.
- Hayastani Hanrapetakan Kusaktsutyun (Republikánská strana) se připojila ke klubu ALDE v Radě Evropy

Mimoparlamentní strany
- Arménská liberální demokratická strana (Ramgavar)
- Arménská demokratická a liberální strana (Ramgavar Azadagan)
- Liberální demokratická unie v Arménii

### Bangladéš
Pouze mimoparlamentní strana
- Liberální strana Bangladéše

### Indie
Pouze mimoparlamentní strana
- Swatantra Bharat Party

### Laos
Pouze mimoparlamentní strana
- Liberální demokratická strana Lao (SeripasathipataiLao)

### Libanon
- Hizb al-Ahrar al-Watani (Národní strana Libanonu) je liberální strana, usilující o úplnou nezávislost na Sýrii.

### Malajsie
- Strana malajského lidového hnutí (Parti Gerakan Rakyat Malaysia), člen CALD, se zdá být víceméně liberální stranou.

### Mongolsko
Pouze mimoparlamentní strana
- Mongolská liberální demokratická strana

### Singapur
- Demokratická strana, člen CALD, není zastoupena v parlamentu.
- O něco méně nekompromisní liberálové ze Singapurské lidové strany v parlamentu zastoupeni jsou.

### Srí Lanka
Pouze mimoparlamentní strana
- Liberální strana Srí Lanky, člen LI, CALD

### Thajsko
- Demokratická strana (Pak Prachatipat), člen CALD, je víceméně liberální stranou.

### Tchaj-wan
- Demokratická pokroková strana (Min-chu Chin-pu Tang), člen LI a CALD, levostředová liberální strana.
- Tchajwanská solidární unie je progresivní centristická strana, charakteristická především svým tchajwanským nacionalismem.